# Poropanchax luxophthalmus
Poropanchax luxophthalmus är en fiskart som först beskrevs av Brüning 1929.  Poropanchax luxophthalmus ingår i släktet Poropanchax och familjen Poeciliidae. IUCN kategoriserar arten globalt som livskraftig. Inga underarter finns listade i Catalogue of Life.